# Cyanea superba
Cyanea superba là loài thực vật có hoa trong họ Hoa chuông. Loài này được (Cham.) A.Gray mô tả khoa học đầu tiên năm 1861.